# Evadne anonyx
Evadne anonyx är en kräftdjursart som beskrevs av Georg Ossian Sars 1897. Evadne anonyx ingår i släktet Evadne, och familjen Podonidae. Arten är reproducerande i Sverige.